# Veronica Ryan
Veronica Maudlyn Ryan, née en 1956 à Plymouth (Montserrat), est une sculptrice britannique. Elle déménage à Londres avec ses parents lorsqu'elle est bébé et vit désormais entre New York et Bristol. En décembre 2022, Ryan remporte le prix Turner pour son travail « vraiment poétique »,,,.

## Enfance et éducation
Veronica Ryan développe son intérêt pour l'art au cours de ses années d'école. Elle cite également le patchwork de sa mère comme source d'inspiration pour son art.
En 1974, elle étudie au Hertfordshire College of Art and Design, puis à la Bath School of Art and Design (en) de 1975 à 1978. Elle poursuit son parcours universitaire à la Slade School of Fine Art de l'University College de Londres (1978-1980) puis finalement à la School for Oriental and African Studies (SOAS, 1981-1983),.
Dans les années 1970, Ryan découvre le travaille de Louise Bourgeois et d'Alice Aycock à la Hayward Gallery puis celui de Barbara Hepworth. Elle cherche alors des informations sur des artistes non occidentaux et de couleur dans le New Beacon Books (en). En 1980, elle reçoit la bourse de voyage Boise de la Slade School of Fine Art et part pour le Nigeria où elle s'intéresse à la réadaptation des consommables quotidiens, notamment la nourriture et les déchets éphémères, comme fétiches dans les offrandes spirituelles et les sanctuaires. Ce voyage l'inspire à poursuivre une maîtrise en histoire de l'art à la SOAS.
Ryan termine ses études au début des années 1980, époque marquée par la montée du British Black Art Movement (en) et participe à l'exposition Black Women Time Now (en) en 1983. Sa participation à The Thin Black Line (ICA, Londres, 1985) et From Two Worlds (Whitechapel Gallery, Londres ; Fruitmarket Gallery (en), Édimbourg, 1986) signifie qu'elle s'associe à un mouvement antiraciste plus large. Plus tard, elle ressent le besoin de préciser que son travail ne doit pas être exclusivement associé à la race. « Tout au long de mon parcours, diverses personnes ont été très critiques à mon égard parce que je ne correspondais pas à leur agenda politisé », déclare-t-elle.

## Sculpture

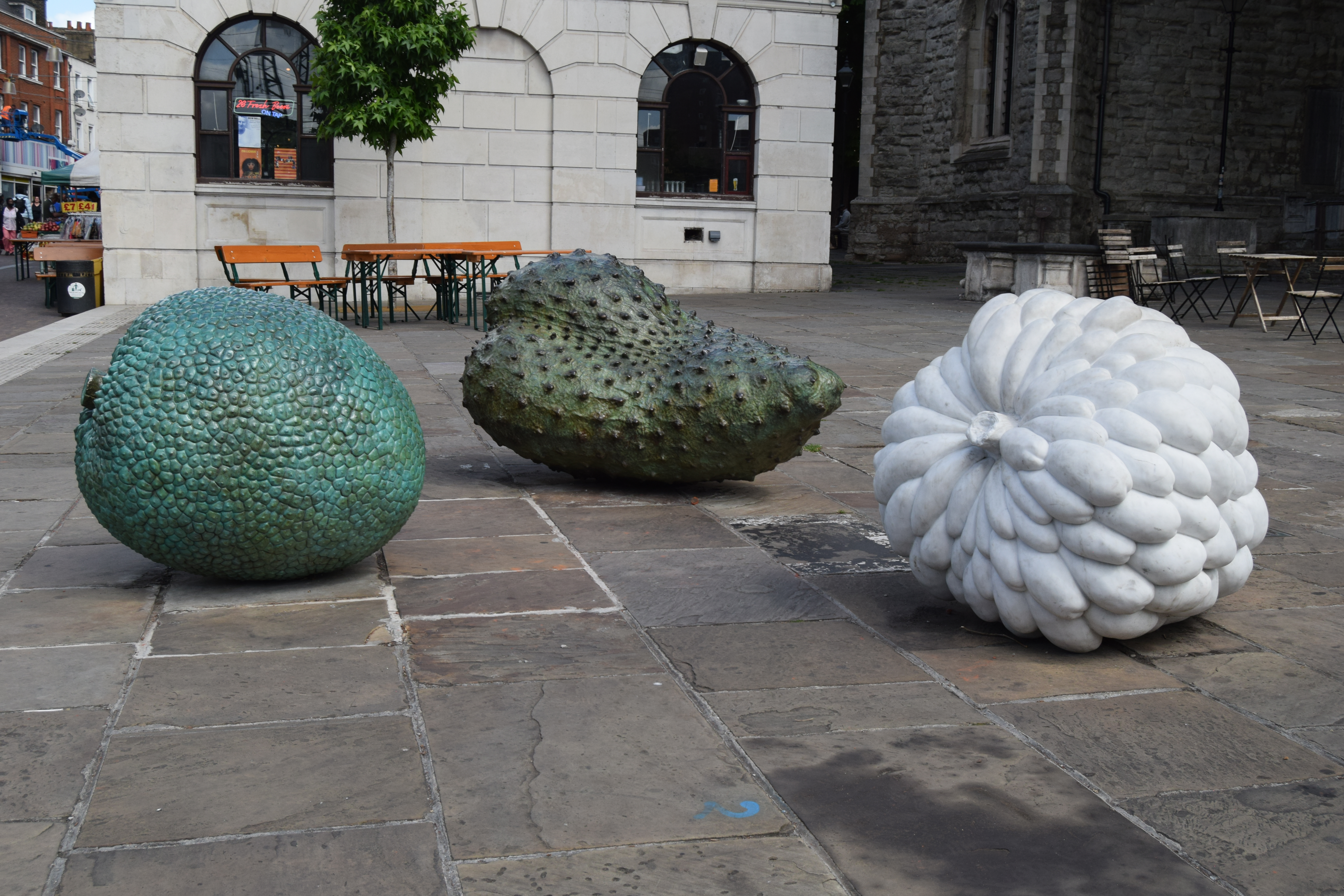
Custard Apple (Annonaceae), fruit à pain (Moraceae) et corossol (Annonaceae) à Hackney, Londres

Les matériaux préférés de la sculptrice vont des matériaux lourds comme le ciment, le bronze, le plomb et le plâtre peint, aux matières plus légères et éphémères tel que le papier, la poussière, les fleurs et les plumes. Ses sculptures sont abstraites et tendent vers le biomorphisme, faisant références aux formes végétales comme les gousses, les coquilles, les coques et les graines. Son œuvre Relics in the Pillow of Dreams (1985) est révélatrice de cette esthétique. Le caractère organique du travail de Veronica Ryan est accentué par la disposition de ses sculptures à même le sol, sans socle.
Une des clés de lecture de son travail se trouve également la relation entre le contenant et le contenu. Dans un article publié à l'occasion de son exposition au Camden Arts Centre et à la Angel Row Gallery, Veronica Ryan explique comment son studio new-yorkais est aussi une représentation du contenant, et en tant qu'environnement sculptural dans lequel les accumulations quotidiennes, les tas de poussière, les dépôts de matières, deviennent des inspirations pour son travail. Sur le plan conceptuel, l'artiste s'appuie sur une combinaison d'expérience personnelle, d'histoire ancestrale et d'environnement naturel. Issue de la diaspora britannique des Caraïbes, elle est particulièrement attentive aux questions d'origine, de mémoire et d'appartenance en parallèle du lieu et du paysage. Les thèmes de la domesticité, de la maternité et du rôle des femmes dans la société sont également interrogés dans ses sculptures.
Le 1er octobre 2021, l'œuvre en trois pièces de Ryan, faite de marbre et de bronze, Custard Apple (Annonaceae), Fruit à pain (Moraceae) et Corossol (Annonaceae), représentant trois fruits des Caraïbes, est dévoilée dans le quartier londonien de Hackney en tant que premier monument public permanent de Londres célébrant la génération Windrush, et la première sculpture publique permanente réalisée par une artiste noire au Royaume-Uni. Le triptyque reçoit le Marsh Award pour l'excellence dans une sculpture publique (en) en 2022.

## Expositions et résidences
Veronica Ryan a présenté plusieurs expositions personnelles depuis le début de sa carrière dont à la Galerie Arnolfini (en), Bristol (1987) ; Archaeology of the Black Sun, Musings After Kristeva à la Salena Gallery de la Long Island University, New York (2005) ; The Weather Inside à The Mattress Factory, Pittsburgh PA (2011/12) ; Salvage à The Art House (en), Wakefield (2017/18) ; Along the spectrum, Spike Island, Bristol (2021).
L'artiste participe aussi à de nombreuses expositions collectives. En 1983, Ryan fait partie de Five Black Women Artists, également organisé par Lubaina Himid, cette fois à l'Africa Centre (en) de Londres. L'année suivante, elle participe au cours Sculptors and Modellers à la Tate. En 1985, son travail est inclus dans The Thin Black Line, une exposition révolutionnaire organisée par Lubaina Himid à l'ICA de Londres. En 1986, elle expose au Stoke City Garden Festival à Stoke-on-Trent, et fait partie de l'exposition From Two Worlds à la Whitechapel Gallery de Londres et à la Fruitmarket Gallery d'Édimbourg. En 1990, son travail est présenté à la British Art Show à la Hayward Gallery de Londres. Ryan est incluse dans l'exposition itinérante Recent British sculpture, organisée par l'Arts Council en 1993-1994. En 2015, elle est représentée dans l'exposition itinérante de l'Arts Council Collection (en) Making It: Sculpture in Britain 1977–1986. En 2017, elle est incluse dans The Place Is Here au Centre d'Art Contemporain de Nottingham (en). Elle fait aussi partie des artistes participants à l'exposition Virginia Woolf : Exhibition Inspired By Her Writings à la Tate St Ives et en tournée en 2018.
Ryan est en résidence à la Tate St Ives en 1998 et 2000-2001, lorsqu'elle travaillait dans l'ancien studio de Barbara Hempworth (en) et utilise du marbre offert par le domaine Hepworth. Lors de sa résidence à The Art House, Wakefield, en juin 2017, elle repense son lien avec Barbara Hepworth par rapport aux thèmes de l'histoire ancestrale, de la domesticité et de la mémoire.

## Collections
Le travail de Ryan fait partie des collections permanentes du Pérez Art Museum Miami,, Floride, du Conseil des arts de Grande-Bretagne, de la Tate et du The Henry Moore Collection. Des exemplaires de ses sculptures sont également conservés chez Firstsite (en) de Colchester, à la Banque Mellon de Pittsburgh, à la Galerie d'art Rochdale, à la Société d'Art Contemporain, à la Fondation Weltkunst de Londres, dans les collections Salsbury et Irvin Joffe de Londres, au Musée du comté de Cleveland et dans la collection des bourses Boise.

## Honneurs et reconnaissance
- 1983 : 2e prix de la Biennale internationale de dessin de Cleveland ;
- 1987 : Prix de la Fondation Henry Moore ;
- 2018 : Prix Freelands de la Freelands Foundation pour son exposition à Spike Island à l'automne 2020[25] ;
- 2019 : Bourse Pollock Krasner ;
- 2021 : Nomination comme Officier de l'Ordre de l'Empire britannique (OBE) pour service rendus à l'art[26];
- 2022 : Prix Turner[27] ;

Un portrait de Ryan par le photographe Andy Feldman fait partie de la collection de la National Portrait Gallery de Londres.